# Furia crustosa
Furia crustosa är en svampart som först beskrevs av D.M. MacLeod & Tyrrell, och fick sitt nu gällande namn av Humber 1989. Furia crustosa ingår i släktet Furia och familjen Entomophthoraceae.   Inga underarter finns listade i Catalogue of Life.